# Classe B (cacciatorpediniere 1913)
La classe B fu un gruppo eterogeneo, creato nel 1913, di cacciatorpediniere costruiti per la Royal Navy negli ultimi anni del XIX secolo. Furono costruiti con progetti individuali da diversi costruttori sulle specifiche dell'Ammiragliato, le caratteristiche che li univano erano la velocità massima di 30 nodi e i quattro fumaioli, anche se i vari modelli li avevano in posizioni diverse. Tutte le unità soprannominate "30 knotter" con quattro fumaioli furono infatti classificate dall'Ammiragliato classe B nel 1913 per dare una struttura definita al modo di dare nomi ai cacciatorpediniere della RN[1].
Quattordici unità furono costruite dalla Laird Brothers di Birkenhead (dal 1903 divenne Cammell Laird), sette dalla Palmers Shipbuilding and Iron Company di Hebburn e uno a testa da Armstrong Whitworth di Walker-on-Tyne, William Doxford and Sons di Sunderland e J & G Thomson (che divenne in seguito John Brown and Company) di Clydebank. Tutte le navi avevano il distintivo castello di prua a dorso di tartaruga che era pensato per liberare laprua dell'acqua, ma in realtà tendeva ad infilarsi nelle onde, rendendo il ponte spesso bagnato.
In generale dislocavano attorno alle 350 t, un terzo in più della precedente classe A, portando la velocità massima a 30 nodi, rispetto ai precedenti 27. La lunghezza era attorno ai 64 m. Tutte le navi erano propulse da motori a vapore a triplice espansione e avevano caldaie a tubi d'acqua a carbone. Tuttavia l'Albacore, Arab, Bonetta, Cobra e Express ebbero, in quanto unità speciali, anche turbine a vapore al posto o insieme ai motori ad espansione, dando tra i 4500 kW e i 6700 kW di potenza all'asse per una velocità tra i 26,75 e i 31 nodi. L'armamento consisteva in un cannone a fuoco rapido da 6 lb (76 mm) su una piattaforma rialzata sul castello di prua, cinque cannoni Hotchkiss da 57 mm (due a lato della torre di comando, due tra i fumaioli e uno sul cassero) e due tubi lanciasiluri singoli da 450 mm.
Le ultime due unità Palmers, varatenel 1908, erano rimpiazzi per il classe River Gala e il classe C Tiger che avevano avuto una collisone ed erano affondati nello stesso anno. Furono genericamente simili al progetto della classe River (o E), ma furono raggruppati nella classe B perché avevano quattro fumaioli, avevano un armamento simile e facevano 27 nodi con turbine a vapore.

## Unità
- Classe Quail (tutte costruite da Laird, sotto il programma 1894–95)
  - Quail, varata il 24 settembre 1895, venduta per demolizione il 23 luglio 1919.
  - Sparrowhawk, varata l'8 ottobre 1895, affondata alla foce dello Yangtze il 17 giugno 1904.
  - Thrasher, varata il 5 novembre 1895, venduta per demolizione il 4 novembre 1919.
  - Virago, varata il 19 novembre 1895, venduta per demolizione il 10 ottobre 1919.
- Classe Earnest (tutte costruite da Laird, sotto il programma 1895–96)
  - Earnest, varata il 7 novembre 1896, venduta per demolizione il 7 gennaio 1920.
  - Griffon, varata il 21 novembre 1896, venduta per demolizione il 7 gennaio 1920.
  - Locust, varata il 5 dicembre 1896, venduta per demolizione il 6 ottobre 1919.
  - Panther, varata il 21 gennaio 1897, venduta per demolizione il 7 giugno 1920.
  - Seal, varata il 6 marzo 1897, venduta per demolizione il 17 marzo 1921.
  - Wolf, varata il 2 giugno 1897, venduta per demolizione il 1 luglio 1921.
- Express (costruita da Laird come unità speciale a turbina, sotto il programma 1896–97), varata l'11 dicembre 1897, venduta per demolizione il 17 marzo 1920.
- Orwell (costruita da Laird, sotto il programma 1897–98), varata il 29 settembre 1898, venduta per demolizione il 1 luglio 1920.
- Classe Lively (tutte costruite da Laird, sotto il programma 1899–1900)
  - Lively, varata il 14 luglio 1900, venduta per demolizione il 1 luglio 1921.
  - Sprightly, varata il 25 agosto 1900, venduta per demolizione il 1 luglio 1921.
- Success (costruita da Doxford, sotto il programma 1899–1900), varata il 21 marzo 1901, affondata davanti al Fife Ness il 27 dicembre 1914, divenendo il primo cacciatorpediniere perso nella guerra.
- Gruppo Palmers a quattro fumaioli (costruite da Palmers, la Spiteful sotto il programma 1897–98, la Kangaroo sotto il programma 1900–01 e le restanti tre sotto il programma 1899–1900)
  - Spiteful, varata l'11 gennaio 1899, venduta per demolizione il 14 settembre 1920.
  - Peterel, varata il 30 marzo 1899, venduta per demolizione il 30 agosto 1919.
  - Myrmidon, varata il 26 maggio 1900, speronata e affondata dalla SS Hambourn nella Manica il 26 marzo 1917.
  - Syren, varata il 20 dicembre 1900, venduta per demolizione il 14 settembre 1920.
  - Kangaroo, varata il 29 dicembre 1899 e acquisita nel luglio 1901, venduta per demolizione il 23 marzo 1920.
- Arab (costruita da J & G Thomson come unità speciale a turbina, sotto il programma 1896–97), varata il 9 febbraio 1901, venduta per demolizione il 23 luglio 1919.
- Cobra (costruita da Armstrong Whitworth come unità speciale a turbina), varata il 28 giugno 1899 e acquisita l'8 maggio 1900, affondata durante il viaggio di consegna il 19 settembre 1901.
- Gruppo Palmers di unità a turbina
  - Albacore, varata il 9 ottobre 1906 e acquisita il 3 maggio 1909, venduta per essere demolita il 1 agosto 1919.
  - Bonetta, varata il 14 gennaio 1907 e acquisita il 3 maggio 1909, venduta per demolizione il 7 giugno 1920.